# 全長 (船)

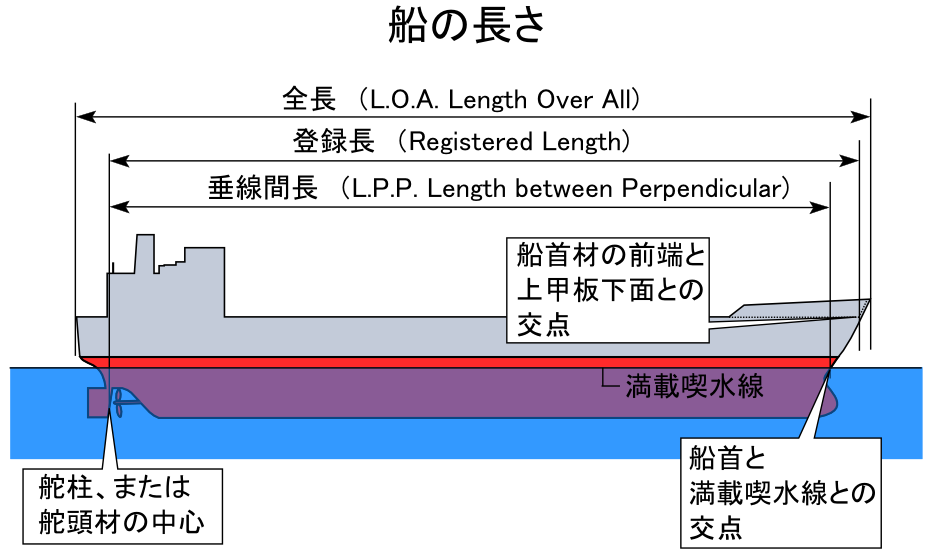
船の長さ

詳細な船体の寸法

船の全長（英語: Length overall、略称：LOA、o/a、o.a.、oa）とは、喫水線と平行に測定された船体の最大長さの事である。この長さは船をドック入れする際に重要になる数字である。また、この数字は船舶のサイズを表す最も一般的なものであり、港の係留施設利用料（滞船料）を計算するためにも使用される（たとえばLOA1 mあたり2.50ポンドのように）。
LOAは、通常船体のみの測定で、帆船やトールシップ、レーシングボート（パワーボート）等のバウスプリットや船体の付属物などは除外される。しかし、バウスプリット等を含むよう書かれているものもあり、紛らわしいことにLOAの考え方に差異がみられる。そのため、帆船の全長を示すために、LOAの代わりに"Sparred length"、"Total length including bowsprit"、"Mooring length"、"LOA including bowsprit" などの表記も行われる。
船体の長さから突起物（例えば、バウスプリットなど）を含む船舶の長さを区別するため、甲板の長さ（英語: Length on Deck、略称：LOD）が使われることもある。これは小さい帆船ではLOAがLODと大きく異なる可能性があるので、よく使われる。
日本の海上交通安全法では全長が200m以上の船舶は巨大船に分類され、港湾などでの扱いが200m未満の船舶と異なるため、国内で就航しているフェリーにはゆうかり、さんふらわあ くれない（いずれも199.9m）のように規制回避のために200m未満で設計された船舶がある。

## LOH
小型ボート用のISO 8666:2002 Small craft - Principal data では、LOH（length of hull：船体の長さ）の定義がなされている。この定義では、バウスプリットなどの長さは除外する事とされている。

## 関連用語
- 水線長（英語版）（英語: Load Waterline Length、略称：LWL）- 満載喫水線の長さ
- 垂線間長（英語版）（英語: Length between perpendiculars、略称：p/p, p.p., pp, LPP, LBP、Length BPP）
- 船舶工学
- 砲列甲板 - 戦列艦の長さの基準